# Diecezja pusańska
Diecezja pusańska (łac. Dioecesis Pusanensis, kor. 천주교 부산교구) – rzymskokatolicka diecezja ze stolicą w Pusanie, w Korei Południowej. Biskupi pusańscy są sufraganami arcybiskupów Daegu.
31 grudnia 2010 w diecezji służyło 353 kapłanów, z czego 347 było Koreańczykami a 6 obcokrajowcami. W seminarium duchownym kształciło się 95 alumnów. Diecezja posiada również 1 uniwersytet dla osób świeckich.
W 2010 w diecezji służyło 41 braci i 815 sióstr zakonnych.
Kościół katolicki na terenie diecezji pusańskiej prowadzi 2 szpitale, 2 kliniki oraz 71 instytucji pomocy społecznej.

## Historia
21 stycznia 1957 papież Pius XII bullą Quandoquidem novas erygował wikariat apostolski Pusanu. Dotychczas wierni z tych terenów należeli do wikariatu apostolskiego Taiku (obecnie archidiecezja Daegu).
10 marca 1962 papież Paweł VI podniósł wikariat apostolski Pusanu do rangi diecezji.
15 lutego 1966 z biskupstwa pusańskiego wydzielono diecezję Masan. W skład nowej diecezji weszło większość terytorium pusańskiego biskupstwa.
W maju 1984 diecezję odwiedził papież Jan Paweł II.

## Główne świątynie
- Katedra: Katedra św. Pawła Chŏng Ha-sang w Pusanie
- Konkatedra: Konkatedra Krzyża Świętego w Pusanie

## Ordynariusze

### Wikariusz apostolski Pusanu
- John A. Choi Jae-seon (1957 - 1962)

### Biskupi pusańscy
- John A. Choi Jae-seon (1962 - 1973)
- Gabriel Lee Gab-sou (1975 - 1999)
- Augustine Cheong Myong-jo (1999 - 2007)
- Paul Hwang Chul-soo (2007 - 2018)
- Joseph Son Sam-seok (od 2019)